# 張承奉
張 承奉（ちょう しょうほう、生没年不詳）は、唐末から五代初期の帰義軍節度使であり、張議潮の子の張淮鼎の子。
景福元年（892年）、張淮鼎が死ぬと、索勛はその子供である張承奉を立てずに、自分が帰義軍節度使になってしまった。
これが、張議潮の第十四女で李明振の妻の張氏（索勛の義理の姉妹）の不満を引き起こし、乾寧元年（894年）、三人の子供を派遣して、索勛を殺して、張承奉を立てて帰義軍節度使とした。
張承奉は、李氏家族の支配を受けながら、唐と後梁の承認を受けることができた（光化三年八月十四日：900年9月10日）。
後梁の太祖朱温が死ぬと、張承奉は自ら「西漢白衣天子」と称した。このとき、帰義軍は瓜州・沙州の二州を支配しているだけであったので、甘州ウイグル王国に臣と称していた。
張承奉の死後、帰義軍は曹議金に率いられることとなった。